# イスラム諸国の女性元首・首脳の一覧
この項目はイスラム諸国の女性元首・首脳の一覧（イスラムしょこくのじょせいげんしゅ・しゅのうのいちらん）である。本リストではイスラム諸国以外の元首・政府の長は含まれない。

## 一覧

### 国家元首
- 斜字は代行。

| 氏名                                         | 肖像 | 国名         | 職名       | 就任日        | 退任日         | 在任期間 |
| -------------------------------------------- | ---- | ------------ | ---------- | ------------- | -------------- | -------- |
| メガワティ・スティアワティ・スカルノプトゥリ |      | インドネシア | 大統領     | 2001年7月23日 | 2004年10月20日 | 3年89日  |
| ローザ・オトゥンバエヴァ                     |      | キルギス     | 暫定大統領 | 2010年4月7日  | 2011年12月1日  | 1年238日 |
| アティフェテ・ヤヒヤガ                       |      | コソボ       | 大統領     | 2011年4月7日  | 2016年4月7日   | 5年0日   |
| モニーク・ベルポー                           |      | モーリシャス | 大統領代行 | 2015年5月29日 | 2015年6月5日   | 7日      |
| アミーナ・グリブ＝ファキム                   |      | モーリシャス | 大統領     | 2015年6月5日  | 2018年3月23日  | 2年291日 |
| ハリマ・ヤコブ                               |      | シンガポール | 大統領     | 2017年9月14日 | 2023年9月14日  | 6年0日   |
| サミア・スルフ・ハッサン                     |      | タンザニア   | 大統領     | 2021年3月19日 | （現職）       | 3年358日 |
| ヴィヨサ・オスマニ                           |      | コソボ       | 大統領     | 2021年4月4日  | （現職）       | 3年342日 |

### 政府首脳
- 斜字は代行。

| 氏名                               | 肖像           | 国名           | 職名 | 就任日         | 退任日        | 在任期間 |
| ---------------------------------- | -------------- | -------------- | ---- | -------------- | ------------- | -------- |
| ベーナズィール・ブットー           |                | パキスタン     | 首相 | 1988年12月2日  | 1990年7月6日  | 1年216日 |
| カレダ・ジア                       |                | バングラデシュ | 首相 | 1991年3月20日  | 1996年3月30日 | 5年10日  |
| カレダ・ジア                       | 2001年10月10日 | バングラデシュ | 首相 | 2006年10月29日 | 5年19日       |          |
| タンス・チルレル                   |                | トルコ         | 首相 | 1993年6月13日  | 1996年3月6日  | 2年267日 |
| シェイク・ハシナ                   |                | バングラデシュ | 首相 | 1996年6月23日  | 2001年7月15日 | 5年22日  |
| シェイク・ハシナ                   | 2009年1月6日   | バングラデシュ | 首相 | 2024年8月5日   | 15年212日     |          |
| マーム・マジョル・ボイ             |                | セネガル       | 首相 | 2001年3月3日   | 2002年11月4日 | 1年246日 |
| シセ・マリアム・カイダマ・シディベ |                | マリ           | 首相 | 2011年4月3日   | 2012年3月22日 | 354日    |
| シベル・シベール                   |                | 北キプロス     | 首相 | 2013年6月13日  | 2013年9月2日  | 81日     |
| ナジュラ・ブデン                   |                | チュニジア     | 首相 | 2021年10月11日 | 2023年8月2日  | 1年295日 |